# Callicostella incurva
Callicostella incurva là một loài rêu trong họ Pilotrichaceae. Loài này được (Hornsch.) Ångström mô tả khoa học đầu tiên năm 1876.